# 火葬場

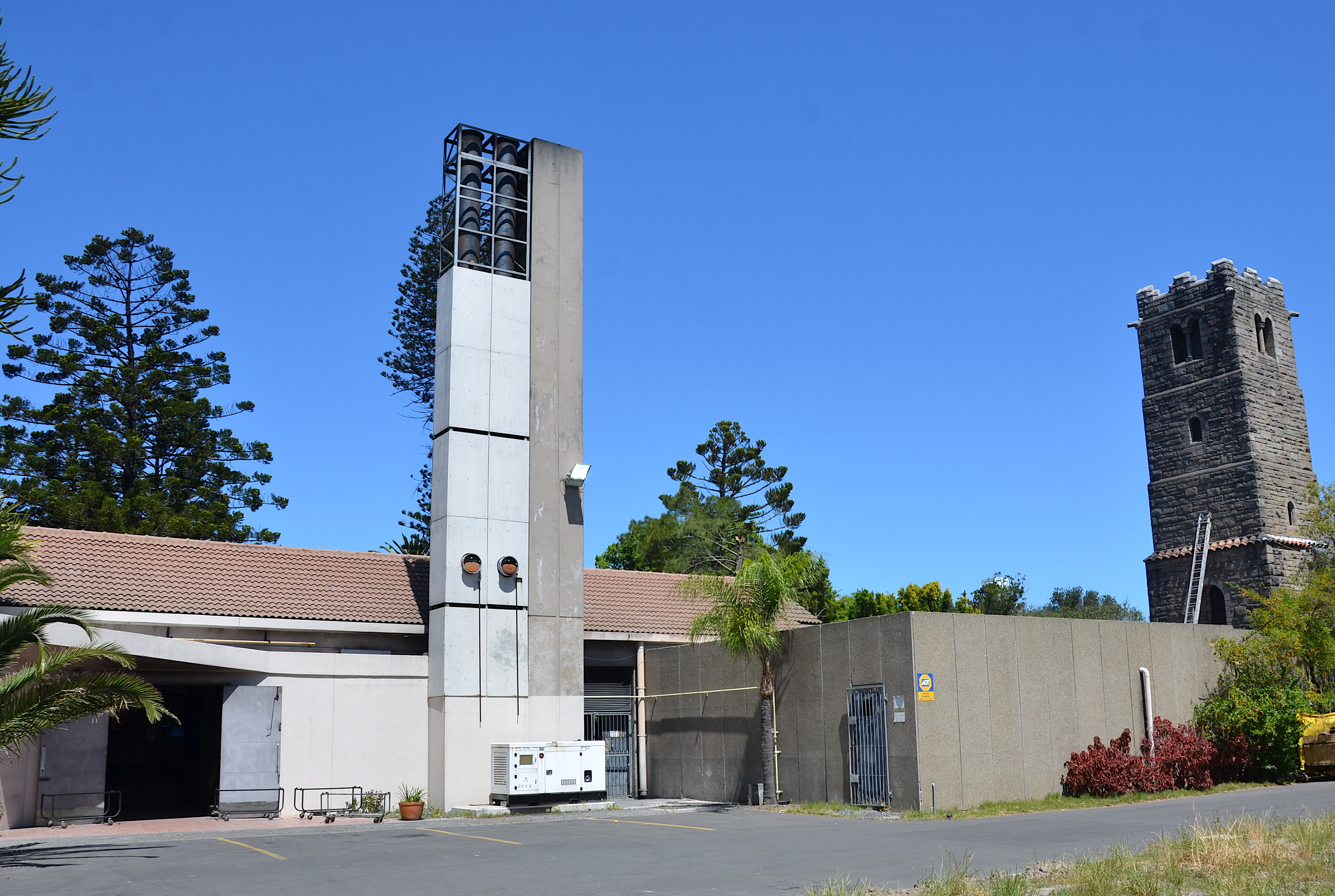
南非Maitland, Cape Town火葬场

火葬場是火葬死者的场所。现代火葬场包含至少一个一种专门建造的熔炉。在一些国家，火葬场也可以是露天火葬的场所。在许多国家，火葬场包含葬礼设施，例如小圣堂。一些火葬场还设有一个骨灰安置所，一个安放火葬骨灰的地方。

## 历史

### 古代
工業革命之前，火葬通常在室外露天場所進行。由於缺乏密閉的空間和能夠產生高溫的燃料，火葬效率極低，在城市地帶也不常見。

### 现代

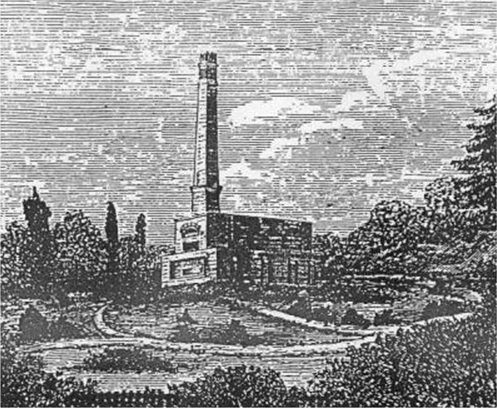
Woking Crematorium，1878年建立的首個現代火葬場

建立現代火葬系統的嘗試始於1870年代。1873年，兩名科學家Paolo Gorini和洛多维科·布努内蒂 (Lodovico Brunetti)發表學術報告，闡述進行火葬的一些方法和實踐。
1878年，英國火葬協會在考慮法律因素後，在Woking建立了首個火葬場。1885年，火葬場首次投入運作。

## 火葬场
虽然过去使用开放式户外火葬，并且当今世界许多地区仍在使用，特别是印度，但工业化国家的大多数火葬都是在封闭式火炉内进行的，旨在最大限度地利用热能，同时最大限度地减少烟雾排放和气味。

## 參閱
- 火葬
- 鄰避症候群

## 外部連結
- 维基共享资源上的相關多媒體資源：火葬場